# Club Natación Waterpolo Santoña
El Club Natación Waterpolo Santoña es un club de natación y waterpolo cuya sede está la localidad de Santoña (Cantabria, España).
El club participa en la Liga Euskal Herria de waterpolo y tiene escuelas de natación y waterpolo en la piscina de la localidad. El Club Natación Waterpolo Santoña es el único club de waterpolo en todo Cantabria, de modo que en varias ocasiones ha representado a la Federación cántabra de natación en el Campeonato de España de waterpolo en distintas categorías.

## Palmarés
Temporada 2005/06
-Alevín mixto: Tercer clasificado - Trofeo nacional Rafael Feliz.
Temporada 2006/07
-Sénior femenino: Campeón - Liga Euskal Herria. Alevín mixto: Tercer clasificado - Trofeo nacional Rafael Feliz.
Temporada 2008/09
-Sénior femenino: Campeón - Copa Euskal Herria.-Sénior femenino: Campeón - Liga Euskal Herria. - Cadete masculino: Tercer clasificado - I Torneo waterpolo cadete La Coruña.
Temporada 2010/11
-Sénior femenino: Campeón - Liga Euskal Herria.
Temporada 2015/16
-Senior masculino: Subcampeón - Segunda división Liga Euskal Herria.-Sénior femenino: Subcampeón - Copa Euskal Herria.

## Temporada 2016/17
Liga Euskal Herria 2.ª división masculina - 4.º clasificado.
Liga Euskal Herria juvenil masculina fase 1 Grupo B - 4.º clasificado.
Liga Euskal Herria Infantil femenina - 1.º clasificado.
Liga Euskal Herria infantil mixta fase 1 grupo B - 5.º clasificado.
- Datos: Q5774440